# Anémone-bijou
Corynactis viridis
Espèce
L’Anémone-bijou (Corynactis viridis) est une espèce d’anémones de mer de la famille des Corallimorphidae.